# Transistor Darlington

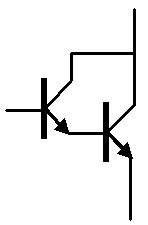
Diagrama de la configuració Darlington

En electrònica, el transistor Darlington és un dispositiu semiconductor que combina dos transistors bipolars en un tàndem (de vegades anomenat "parell Darlington") dins d'un únic dispositiu. Açò eleva el guany (normalment escrit β) i requereix menys espai que usant dos transistors individuals en la mateixa configuració. El guany total del Darlington és el producte del guany dels transistors individuals. Un dispositiu modern típic té un guany de corrent de 1000 o més. Té un major desplaçament de fase en elevades freqüències que un únic transistor, d'ací que puga passar a ser inestable fàcilment amb una realimentació negativa. El voltatge base-emissor també és major, donat que és la suma d'ambdós voltatges base-emissor (que per als transistors de silici sol ser >1.2 V). Aquesta configuració (originàriament efectuada amb dos transistors independents) fou inventada per l'enginyer dels Laboratoris Bell Sidney Darlington. La idea de ficar dos o tres transistors en un únic xip fou patentada per ell, però no la idea de ficar un nombre arbitrari de transistors, cosa que engloba tots els circuits integrats moderns.